# Arménio Carlos
Arménio Horácio Alves Carlos (24 de junho de 1955), é um sindicalista português.

## Biografia
Foi eletricista na Carris, onde deu os primeiros passos no sindicalismo. Tornou-se dirigente do Sindicato dos Transportes Urbanos de Lisboa (TUL). Juntou-se à União de Sindicatos de Lisboa em 1987, que também liderou em 1996.
Integra o comité central do Partido Comunista Português, partido do qual é membro desde 1977, e representou-o na Assembleia da República durante 3 meses, em 1993.
No ano de 1996 passou a integrar o conselho nacional e a comissão executiva da CGTP, de que se tornou secretário-geral em janeiro de 2012.